# 日本工業塗装協同組合連合会
日本工業塗装協同組合連合会（にほんこうぎょうとそうきょうどうくみあいれんごうかい、略称：工塗連（こうとれん））は、日本において金属塗装業者によって組織された事業協同組合から構成される協同組合連合会。
ただし、工業塗装事業者が主に太平洋ベルト地域に分布しているため、首都圏（東京・神奈川・埼玉・千葉）・中部圏（愛知・静岡）・関西圏（大阪・兵庫）が中心となる。

## 目的と組合員資格
中小企業等協同組合法によって定められており、金属塗装（焼付塗装・粉黛塗装・静電塗装など）技術の増進と日本全国の金属塗装業者の経済的・社会的地位の向上を図るための協同組織とされている。日本における工業塗装事業者及び工業塗装組合が会員となれる。

## 事業内容
その事業内容は年1回の総会・全国大会と年4回の理事会にて塗装業界の現状（景気動向や環境問題など）の共有及び伝達や経済産業省・厚生労働省・環境省など各省庁への提言・要望・アドバイスなどを行っている。

## 組織
- 総会
- 理事会
  - ジュニア会
- 下部団体
  - 東京工業塗装協同組合
  - 神奈川県工業塗装協同組合
  - 埼玉工業塗装協同組合
  - 愛知県工業塗装協同組合
  - 関西工業塗装協同組合
  - 九州工業塗装協同組合

## 役員
会長
- 高橋正（埼玉）　（株式会社トップ工業）

副会長
- 田邊哲郎（愛知）　（タナベ塗装合資会社株式会社）
- 堀切義昭（神奈川）（有限会社堀切塗装工業所）
- 林　正明（東京）　（株式会社林塗装工業所）
- 稲田義美（九州）　（株式会社花菱塗装技研工業）
- 小泉　栄（埼玉）　（株式会社小泉塗装工業所）
- 原谷清隆 (関西）    （株式会社山定）

理事相談役
- 山﨑秀雄（東京）　（有限会社　山﨑塗装工業）
- 河西克司  (愛知）    (川西塗装株式会社）
- 松下勝明  (神奈川）（合資会社松下工業所）
- 大内田昭次(関西）   (大内田塗装工業株式会社）

常任理事
東京工業塗装協同組合
- 小林勝彦　（ロイヤルコート株式会社）
- 吉川　孝　（有限会社HINODE）

神奈川県工業塗装協同組合
- 石川政男　（第一塗装工業株式会社）
- 辻　涼樹　（立神工業株式会社）

愛知県工業塗装協同組合
- 品川昇　（有限会社シナコ）
- 妹尾和彦（株式会社セノオ）
- 藤浦　武（藤塗装工業株式会社）
- 藤木裕二（協和塗装工業所株式会社）
- 稲垣秀樹（国光工業株式会社）

埼玉工業塗装協同組合
- 五十嵐亨　（武蔵金属株式会社）

関西工業塗装協同組合
- 花原隆夫　（花原化学工業株式会社）

理事
東京工業塗装協同組合
- 林保之　（亜細亜電装株式会社）
- 岡田勇一郎　（株式会社岡田塗装所）

神奈川県工業塗装協同組合
- 坂本潤一　（坂本塗装工業有限会社）

愛知県工業塗装協同組合
- 西　薫貴　（川畑工業株式会社）

### 埼玉工業塗装協同組合
- 持田明雄　（株式会社モチダ製作所）
- 村田範浩　（ヤマテック株式会社）
- 山田和宏　（有限会社山田塗装工業所）

### 関西工業塗装協同組合
- 溝手　悟（エムケーシー工業株式会社）